# Calzado deportivo
El calzado deportivo o zapatillas de deporte es un tipo de calzado que se utiliza para realizar distintos tipos de deporte. Generalmente posee un cuerpo fabricado en piel, lona y/o materiales sintéticos, y una suela de caucho que ofrece una mayor adherencia, así como flexibilidad. 
El calzado deportivo recibe diversas denominaciones de acuerdo al país, entre ellas: tenis (México y Colombia), zapatillas, zapatos deportivos, zapatillas de deporte, botines,  bambas, deportivos o deportivas, zapatos de goma (Venezuela), playeros o playeras.

## Tipos de calzado según eldeporte

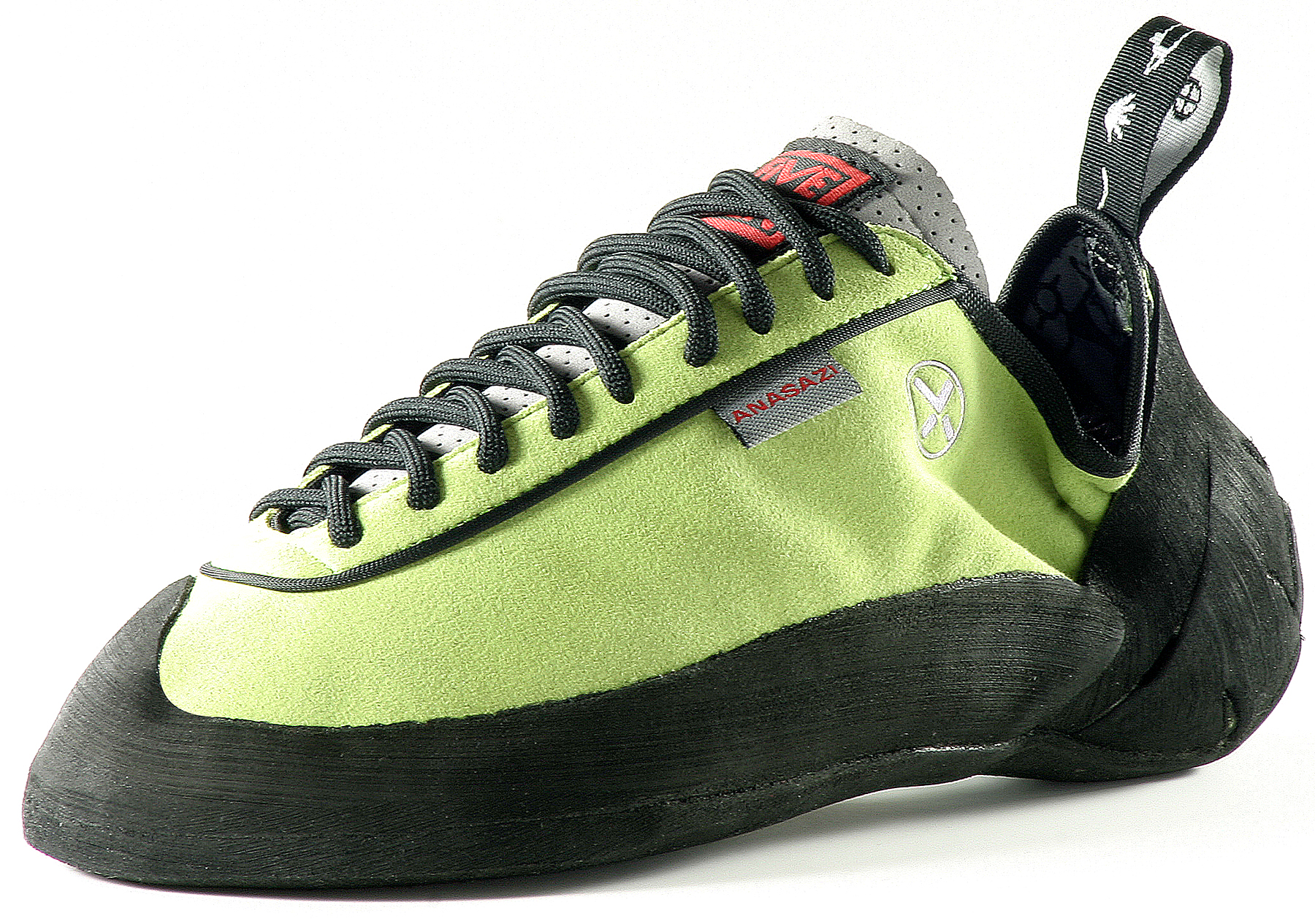
Pie de gato

- De ciclismo: La suela debe ser rígida para transmitir la energía de las piernas al pedal. En MTB la suela es más blanda para poder caminar en sitios difíciles. También puede acoplarse en ellas un enganche para los pedales automáticos de las bicicletas. Los primeros modelos fabricados para este deporte fueron hechos en Italia, donde se utilizaron materiales naturales tanto en su cuerpo como en su suela. Hoy en día predominan los materiales sintéticos, entre los cuales se incluyen: fibra de carbono, titanio y magnesio.
- De automovilismo: Es conveniente que el automovilista pueda ser capaz de seguir sintiendo las plantas de sus pies, por ello las suelas de este calzado se suelen hacer con materiales sensibles y elásticos.
- Botas de motociclismo: En el motociclismo el piloto está más expuesto a accidentes que los conductores de coches, es por ello, que la ropa (y por tanto el calzado) deben realizar una función de protección sin entorpecer la conducción.
- Pies de pato: Usadas para bucear. Este tipo de calzado debe de ser muy fino, adherente, flexible y bien apretado a los pies del deportista
- Botas de esquí alpino: Están diseñadas para usarse, como su nombre lo indica, con esquís y fijaciones alpinos, que aseguran tanto la puntera como el talón de la bota. En los comienzos del esquí alpino se fabricaban de cuero. En la actualidad las botas se miden, además del tamaño del pie, por su dureza de flexión. Para elegir de forma correcta la bota es necesario conocer el nivel del esquiador y la complexión y peso del mismo; a más presión ejercida sobre la bota y más peso del esquiador, mayor dureza de flexión. Las botas se fijan al esquí mediante un sistema de enganche llamado fijación. Existen botas que tienen dos usos: uno para esquí alpino y otro para poder hacer esquí de montaña.
- Botines de baloncesto: Poseen una suela bastante gruesa con la finalidad de amortiguar el impacto al saltar.

## Galería

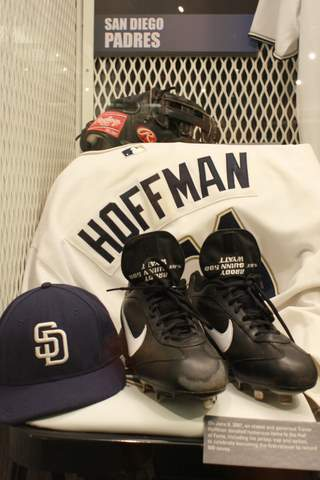
Botas de béisbol
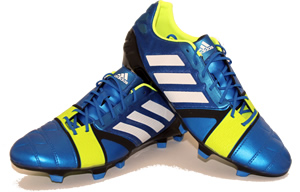
Botas de fútbol
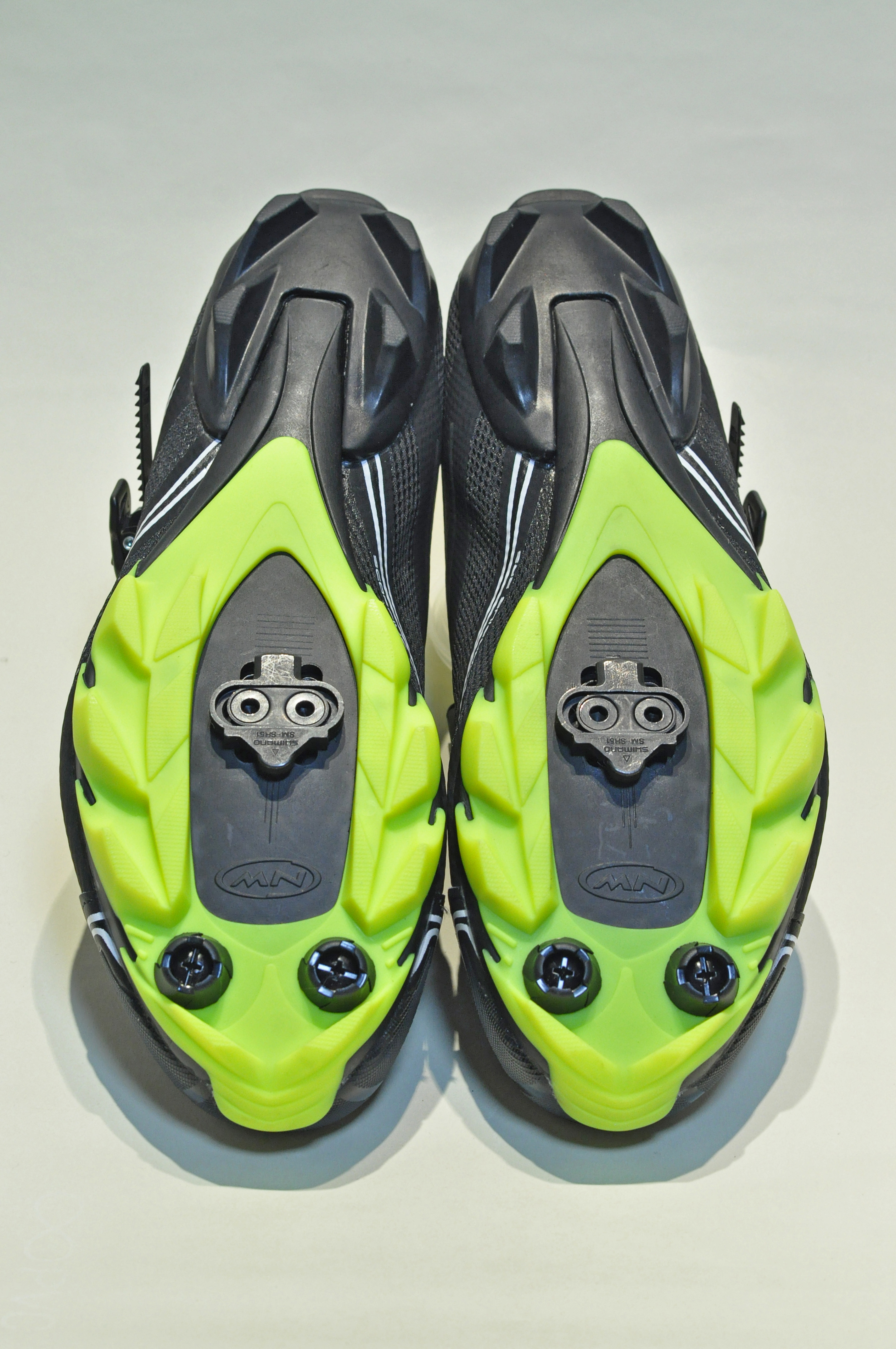
Calzado de ciclismo
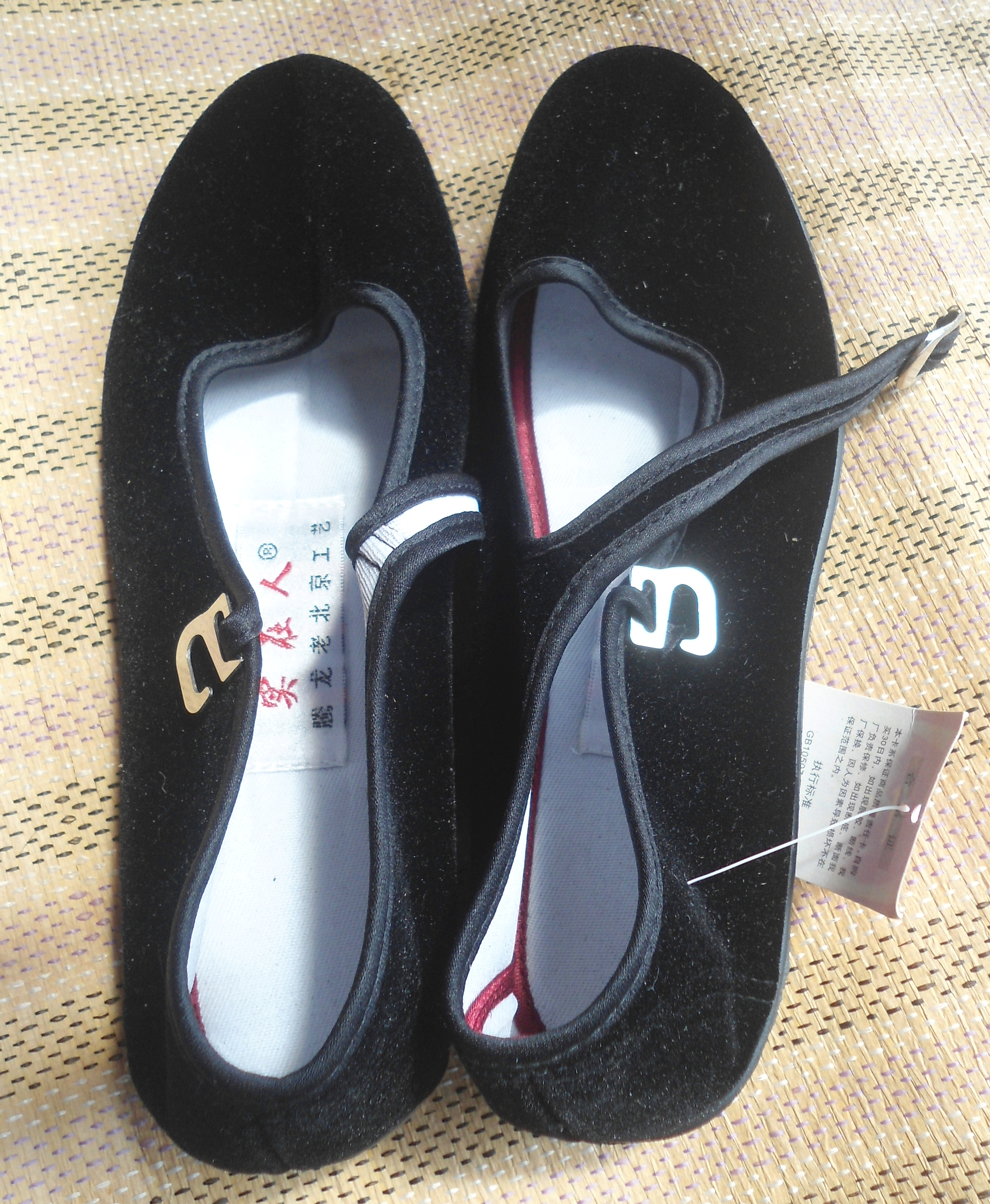
Calzado de kung fu
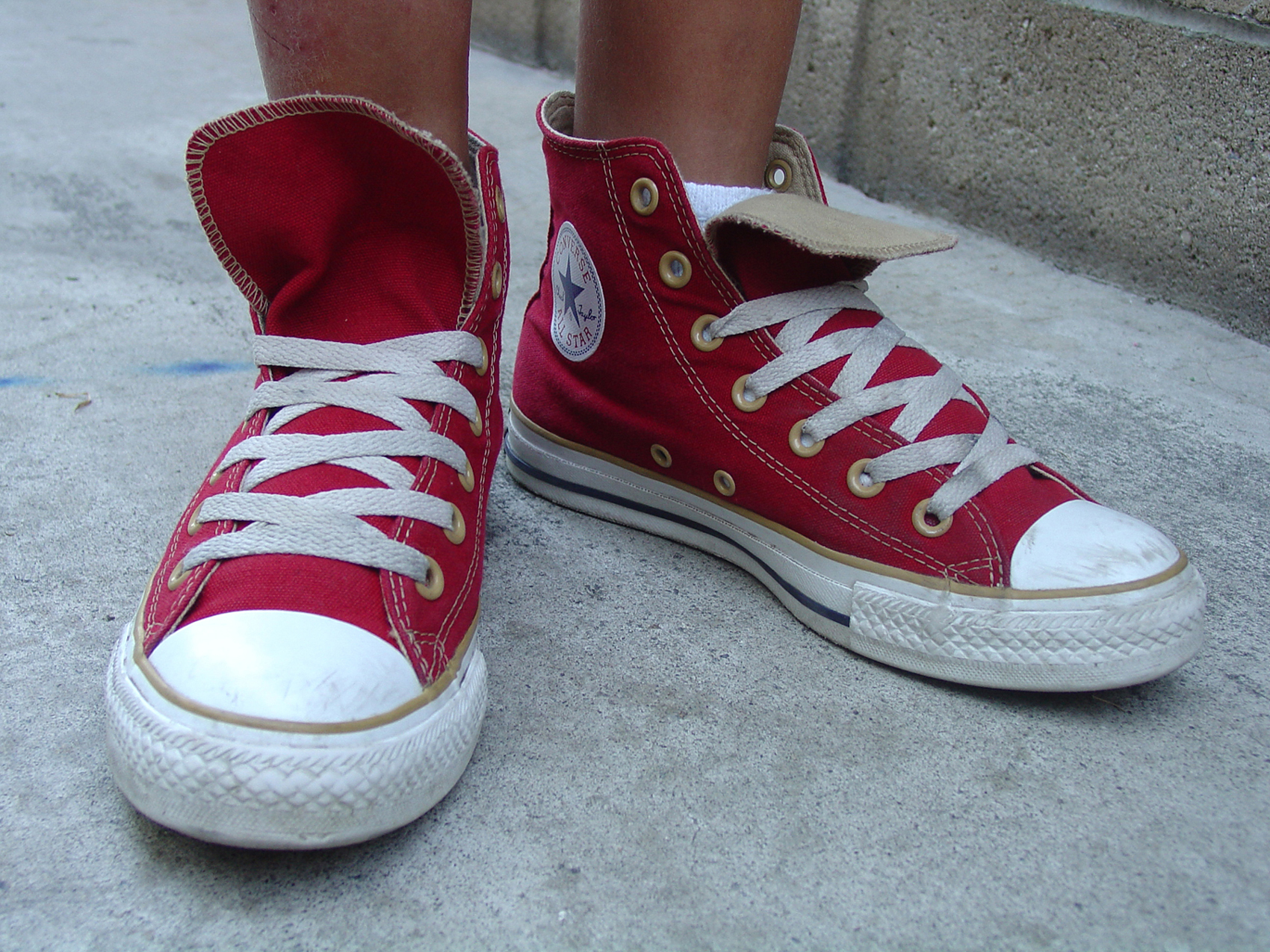
Zapatillas de tenis
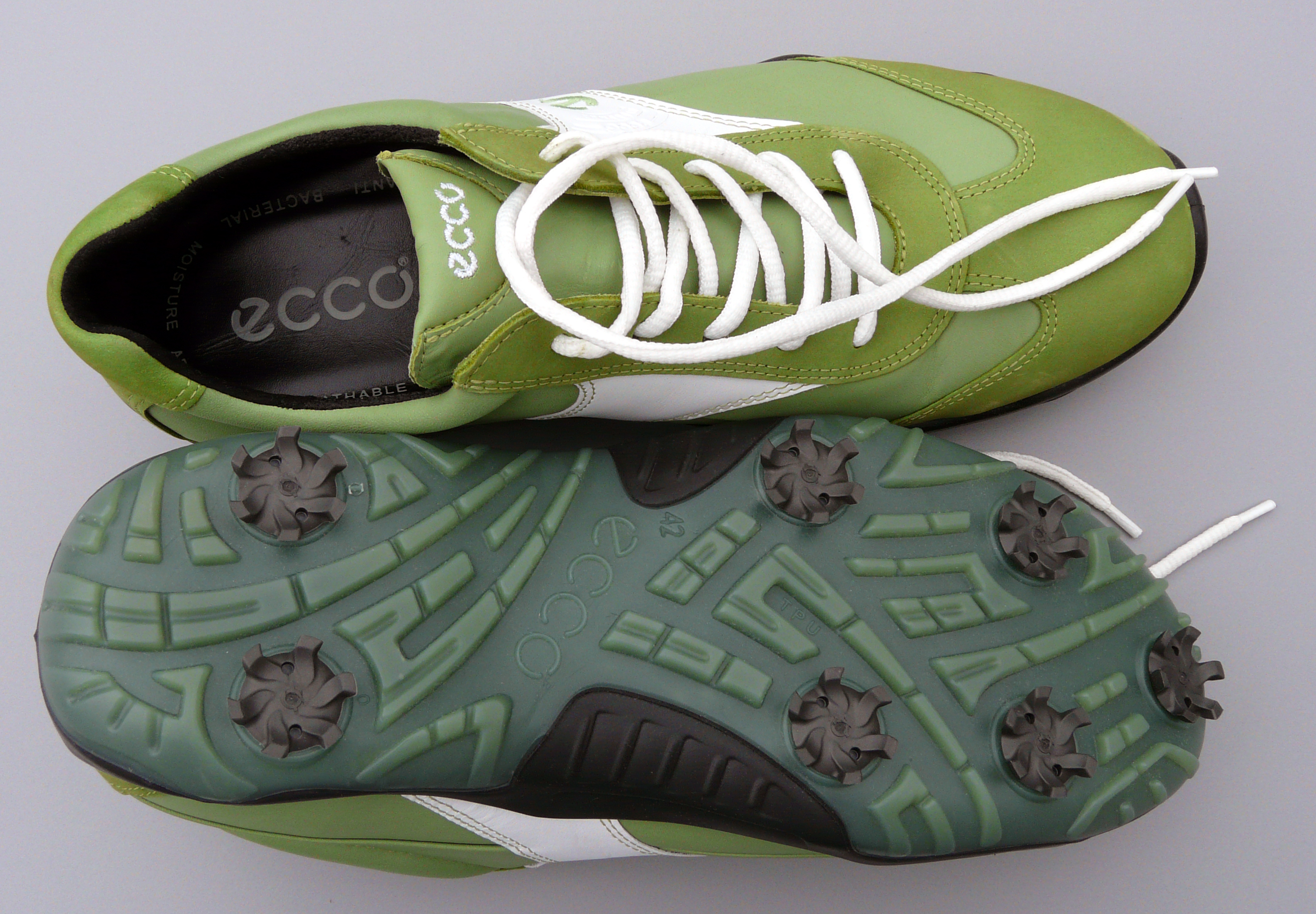
Zapatos de golf
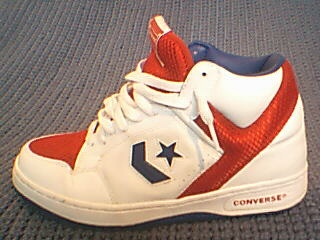
Zapatilla de baloncesto
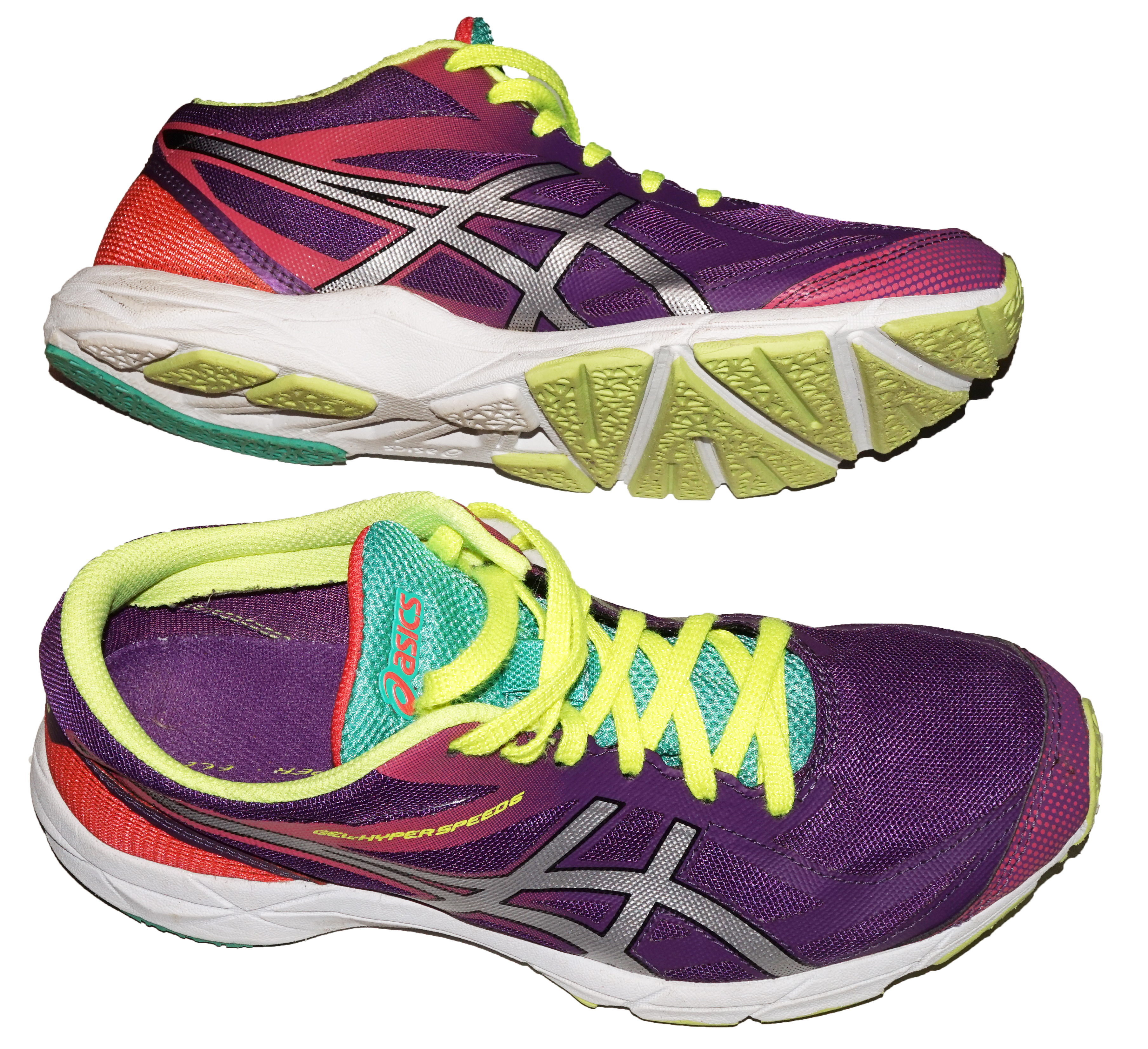
Zapatillas de atletismo

## Historia del calzado deportivo
En el año 8000 a. C. los zapatos eran hechos solo de madera, ya en el 3000 a. C. se fabricaban de cuero. En el 300 a. C., griegos y romanos empezaron a utilizar distintos modelos de calzado, pero solo para uso diario: con cuero y suela de madera. En 1852 se crearon las primeras zapatillas, también de cuero, para correr: tenían clavos en sus suelas llamados spikes (zapatillas con clavos), que ofrecía un mayor agarre. En 1916 surgieron los famosos Keds, término que alude al hecho de que este tipo de calzado permite al usuario caminar sin hacer ruido, fabricados con suela de goma y tela. En 1917 se crearon las primeras zapatillas Converse All Star compuestas de goma y de tejido, con el tiempo este calzado proporcionó mayor flexibilidad y mejor apoyo, además se incorporó un parche para proteger el tobillo.